# Тода-ха Буко-рю
Тода-ха Буко-рю (яп. 戸田派武甲流) — классическое японское боевое искусство (корю), основанное приблизительно в 1560 году Тодой Сэйгэном (яп. 戸田 清眼).
Учебная программы школы содержит большое число различных воинских искусств, таких как нагинатадзюцу, содзюцу, бодзюцу, кэндзюцу и кусаригамадзюцу.

## История
Школа Тода-ха Буко-рю была основана приблизительно в 1560 году (последние годы периода Муромати) Тодой Городзаэмоном (яп. 戸田 五郎左衛門). Прежде, чем основать свой собственный стиль, Тодо обучался методам школы Тюдзо-рю. Из-за заболевания глаз он ослеп, в результате чего семейные традиции были переданы его младшему брату, а сам Тодо стал монахом, взяв имя Сэйгэн.
В эпоху Эдо (1600—1868), от основной традиции отделилась ветвь Буко-рю. Главой её становится Ходзё Удзикуни (яп. 北条 氏邦, 1515—1571), глава замка Хатигата (яп. 鉢形城) и третий сын Ходзё Удзиясу. Позже его жена, Дайфуку Годзэн (яп. 大福 御前), становится 3-м преемником традиций школы и первой женщиной, возглавившей Тода-ха Буко-рю.
После Дайфуку школа перешла к клану Сунэя, где она переходила из рук в руки на протяжении 9 поколений. О том, кто был первым хранителем традиций в клане, неизвестно. По сохранившимся официальным документам 13-м сокэ школы стал Сунэя Рёсукэ Такэюки (яп. 強矢 良輔 武幸). Он перенёс обучение за пределы префектуры Фукуи, основавшись на горе Буко (Bukô), где и развивал искусство нагинатадзюцу. Помимо этого в Тода-ха Буко-рю сохранились методы работы с тати, яри, кусаригама и бо. После Сунэя Рёсукэ школу возглавила его жена, Сакото (Sakoto), которая как и муж мастерски владела техниками работы с нагинатой. Все последующие за Сакото сокэ Тода-ха Буко-рю были женщинами.
Накамура Ёити (яп. 中村陽一) стал 20-м сокэ Тода-ха Буко-рю и первым мужчиной в линии наследников традиций школы после 14-го главы Сунэи Сато (яп. 強矢 佐藤). 19 октября 2008 года он заменил сэнсэя Нитту Судзуо (яп. 新田寿々雄), безвременно ушедшую 1 июня того же года.
28 августа 2012 года Накамура-сэнсэй скончался после продолжительной болезни в возрасте 40 лет. В настоящее время Тода-ха Буко-рю курируется сокэдаи Кентом Соренсеном (англ. Kent Sorensen) в основном додзё города Токио, Япония, при содействии ряда сиханов из США и Европы.

## Программа обучения
Вся программа обучения Тода-ха Буко-рю делится на две части: хон мокуроку и бэцу мокуроку.
Хон мокуроку является первым и основным элементом обучения, подчёркивающим необходимость развития ловкости для успешной работы с нагинатой, являющейся специализацией данной школы. Состоит он из 36 ката, посвящённых техникам обычной нагинаты и кагицуки нагинаты. Хон мокуроку, в свою очередь, состоит из 36 техник и делится на три части:
- Сёдэн или «начальная передача»:
  - Тати авасэ но кото: нагината против меча (5 ката);
  - Ай нагината но кото: нагината против нагинаты (11 ката);
- Тюдэн или «промежуточная передача»:
  - Яри ирими но кото: нагината против яри (5 ката);
  - Кусаригама айки но кото: нагината против кусаригама (5 ката);
- Окудэн или «глубокая передача»:
  - Кагицуки нагината Тати авасэ но кото: «особая» нагината против меча (5 ката);
  - Кагицуки нагината Яри авасэ но кото: «особая» нагината против яри (5 ката).

Второй части программы, бэцу мокуроку, уделяется меньше внимания, поскольку она является второстепенной. Она посвящена техникам работы с различными видами оружия, например со стандартным японским мечом катаной. Бэцу мокуроку рассматривается как исследовательская практика, поэтому её преподают только лучшим ученикам. Состоит она из 15 техник, изучаемых на базе из трёх ката:
- Бодзюцу Готэн Бунрей: бо против меча;
- Кусаригама Тати Готэн Бунрей: кусаригама против меча;
- Нагамаки Гокуи Готэн Бунрэй: нагамаки против меча.

## Тренировки
Начальная практика призвана сконцентрировать внимание ученика на базовых движениях и формах, называемых кихон, путём их постоянного изучения и отработки на протяжении определённого времени. С того момента, как учащийся подробнее ознакомится с методам работы с нагинатой, он может приступать к совершенствованию своей техники путём неутомимого повторения ката, которые являются частью учебного плана школы. Независимо от уровня подготовки, каждый представитель школы должен постоянно практиковать кихон.
Ката выполняются двумя партнёрами, которых именуют как:
- Сидати (яп. 仕太刀, дословно: «меч, который работает»). Эта роль принадлежит новичку, который практикует методы школы, и обучается техникам обращения с нагинатой;
- Укэдати (яп. 受け太刀, , дословно: «меч, который принимает»). Эта роль принадлежит опытному практиканту, который помогает сидати, руководя его процессом обучения.

Наблюдателю во время отработки ката кажется, будто сидати выигрывает, а укэдати проигрывает. Это делается нарочно, с целью развития моральных и физических качеств сидати. Благодаря укэдати новичок совершенствует свои навыки, значительно улучшаются такие качества, как взаимодействие, выносливость, настойчивость. Появляется понимание таких понятий, как темп, борьба, дистанция, управление противником, контроль дыхания и тому подобное.
Для качественного развития навыков нового ученика школы Тода-ха Буко-рю укэдати должен обладать проверенными техническими и психическими качествами, а также иметь «скромное и открытое сердце». Именно при таких условиях сидати может с течением времени перерасти в укэдати.

## Линия сокэ
Генеалогия сокэ школы выглядит следующим образом:
- Тода Сэйгэн, основатель;
- Ходзё Удзикуни (1541—1597), 2-й сокэ, согласно официальным записям школы[2];
- Дайфуку Годзэн, жена Ходзё Удзикуни, 3-й сокэ;
- 9 поколений клана Сунэя (яп. 強矢家). Записи о том, кто из них был первым главой школы, не сохранились[3];
- Сунэя Рёсукэ (1795—1877), 13-й сокэ;
- Сунэя Сато, жена Сунэя Рёсукэ, 14-й сокэ;
- Комацудзаки Кото (яп. 小松崎古登夫), 15-й сокэ;
- Ядзава Исао (яп. 矢澤勇夫), получил мэнкё кайдэн в 1869 году;
- Мураками Хидэо (яп. 村上秀雄, 1863—1949), обучалась у Комацудзаки Кото и Ядзава Исао;
- Кобаяси Сэйо (яп. 小林清雄), 18-й сокэ;
- Нитта Судзуо, 19-й сокэ;
- Накамура Ёити, стал 20-м главой школы 8 июня 2008 года. Скончался в 2012 году.